# Calea ferată Prundu Bârgăului–Vatra Dornei
Calea ferată Prundu Bârgăului–Vatra Dornei este cale ferată din România, existentă astăzi doar parțial. Ea trece din Transilvania de NE în Bucovina de SV și traversează o creastă a Carpaților Orientali. 

## Istoric

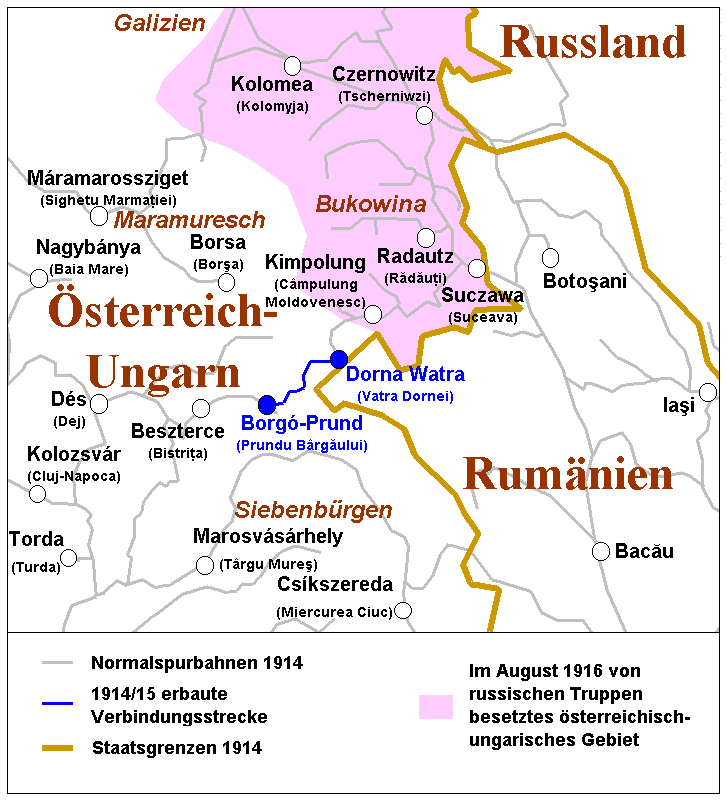
Traseul Prundu Bârgăului-Vatra Dornei, construit în 1914/1915

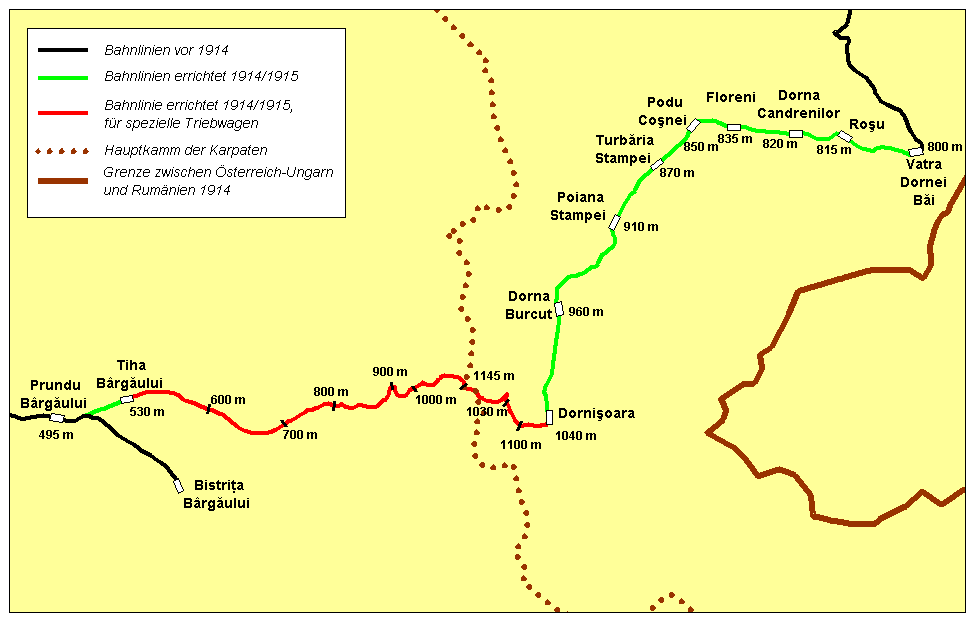
Traseul cu altitudinea precizată

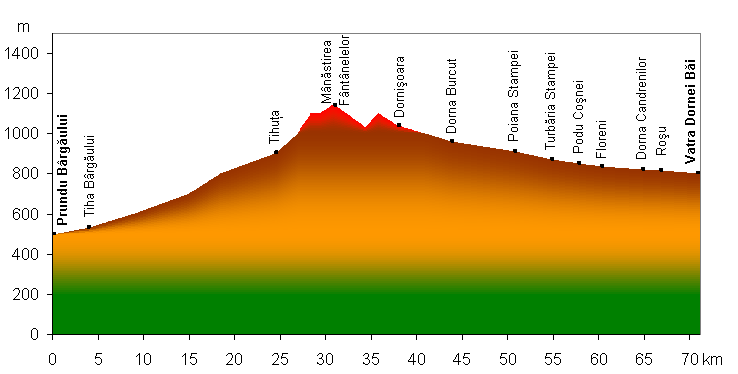
Profil la înălțime

Această linie de cale ferată a fost construită pe teritoriul Imperiului Austro-Ungar.
Pentru a ajunge pe cale ferată de la Viena sau Budapesta în Ducatul Bucovinei (care se afla în partea austriacă a Imperiului Austro-Ungar) s-a construit o linie ferată prin Galiția care mergea de la Lemberg spre Cernăuți. Calea ferată Dărmănești–Câmpulung Moldovenesc (pusă în funcțiune în 1888) și continuarea sa către Vatra Dornei (pusă în funcțiune în 1902) s-au construit, printre altele, cu scopul de a crea o conexiune către Ilva Mică (din nordul Transilvaniei). Planuri similare existau din 1898, dar nu s-au realizat din cauza cerințelor financiare.
Odată cu izbucnirea în 1914 a Primului Război Mondial a devenit acută lipsa unei legături feroviare între Transilvania și Bucovina. Trupele rusești au ocupat în același an un teritoriu mare din Galiția și, astfel, au întrerupt legăturile feroviare dintre Bucovina și restul Austro-Ungariei. Armata a VII-a condusă de generalul Karl von Pflanzer-Baltin și staționată în sudul Bucovinei s-a aflat într-o stare de izolare ca urmare a tăierii comunicațiilor cu restul armatelor austro-ungare. Autoritățile austro-ungare competente au ordonat construirea unei căi ferate provizorii peste Carpați. Construcția în grabă nu permitea construirea de tuneluri sau poduri mari. S-au luat în considerare două variante: prima variantă presupunea realizarea unei legături de la Borșa prin Pasul Prislop până la Iacobeni (anterior Jakobeny), pe valea Bistriței Aurii, iar a doua variantă presupunea construirea unei căi ferate pe valea Bistriței prin Pasul Tihuța către Vatra Dornei (anterior Dorna Watra). În final, s-a optat pentru realizarea ultimei variante.
Lucrările de construcție au început la 1 decembrie 1914. La construcția acestei linii de cale ferată au lucrat circa 300 de civili și 5.600 prizonieri de război. Ea a fost construită cu ecartament normal (1435 mm), având în final 230 curbe și înclinații de până la 8%  și a deschis un drum peste Pasul Tihuța. Cel mai înalt punct al traseului s-a aflat la 1.145 metri înălțime. 
La 15 august 1915 s-a pus în folosință noua cale ferată. Pe tronsonul cu pantă mare de la Tiha Bârgăului către Dornișoara au circulat automotoare alimentate cu curent electric produs prin arderea benzinei. Aceste automotoare au avut o putere de 150 CP. Fiecare tren era format din patru sau cinci vagoane și avea o capacitate de transport de la 30 la 50 de tone. De la Prundu Bârgăului la Tiha Bârgăului, precum și de la Dornișoara la Vatra Dornei circulau trenuri normale.
Situația militară a Austro-Ungariei s-a îmbunătățit în 1915 în mod semnificativ. Cu toate acestea, noul traseu feroviar a fost folosit pentru transportul militar. Chiar și produse alimentare au fost aduse în Austro-Ungaria la începutul anului 1916 din România aflată încă în stare de neutralitate.
Ofensiva Brusilov a rușilor, din anul 1916, a rupt din nou calea ferată galițiană; traseul temporar a ajuns să aibă o importanță tot mai mare pentru aprovizionarea trupelor austro-ungare. Pe măsură ce armatele rusești de nord și de vest continuau să avanseze către Vatra Dornei, autoritățile austriece au evacuat în anul 1916 45 locomotive și mai multe vagoane de pe această cale ferată, pentru a nu cădea în mâinile rușilor. De asemenea, 25.000 de soldați răniți și 30.000 de civili au putut fi refugiați din Bucovina. Deși avea linie ferată cu ecartament normal, locomotivele și vagoanele nu au putut fi evacuate pe liniile normale din cauza pantei abrupte și a curbelor strânse, ci au trebuit să fie dezmembrate la Dornișoara în mai multe părți componente, încărcate pe vagoane speciale și reasamblate la Tiha Bârgăului.
În septembrie 1917 circulau zilnic câte 14 trenuri pe fiecare sens de mers (în comparație cu numai cinci în anul 1915). Prin tratatele de pace de la Brest-Litovsk și București de la începutul anului 1918, traseul și-a pierdut importanța sa militare pentru autoritățile austro-ungare, continuând să fie folosit însă pentru transportul de marfă. În același timp, a început elaborarea de planuri detaliate pentru o cale de trecere permanentă a Carpaților între Ilva Mica și Vatra Dornei. La scurt timp înainte de sfârșitul războiului (n octombrie 1918), traseul a fost dotat cu 7 automotoare și 92 vagoane. Situația s-a schimbat odată cu dezmembrarea Austro-Ungariei, în octombrie-noiembrie 1918. Atât Bucovina, cât și Transilvania, s-au unit cu România. Înainte de aceasta, atât traseul, cât și locomotivele și vagoanele au fost distruse de austrieci și de maghiari.
La 15 ianuarie 1919 traseul a fost preluat de către compania română de stat CFR și s-a început reparația sa. Locomotivele și vagoanele avariate au fost reparate în atelierele de lucru de la Cluj, Dej și Apahida. La 8 iunie 1922, linia a putut fi redeschisă. Pe tronsonul de la Tiha Bârgăului la Dornișoara (34 km) drumul dura două ore și jumătate. Între cele două localități au fost înființate încă 11 stații.
După inaugurarea căii ferate Ilva Mică–Floreni, a cărei construcție a început din 1924, traseul de la Tiha Bârgăului la Dornișoara a fost închis la 18 decembrie 1938, continuând să circule trenuri normale doar pe tronsonul de la Dornișoara la Vatra Dornei. Liniile închise au fost demontate în anii 1939-1940. 

## Situație actuală
Tronsonul de la Prundu Bârgăului la Dornișoara nu mai există. Tronsonul cu o singură linie și neelectrificat de la Dornișoara la Floreni este folosit în principal pentru transportul de marfă (în special lemn); în anul 2010, pe acest tronson circulau două trenuri pe zi pe un singur sens de mers. Tronsonul de la Floreni la Vatra Dornei este cu o singură linie și electrificat. El este parte a traseului magistralei 502 de la Suceava la Ilva Mică și, astfel, o legătură importantă între Transilvania și Bucovina. Pe această cale ferată circulă zilnic circa 4-6 trenuri personale și accelerate pe un singur sens de mers.